# Ducado de Cornualles
El ducado de Cornualles es uno de los dos ducados reales de Inglaterra, junto al ducado de Lancaster. El hijo mayor del monarca reinante hereda el ducado y el título de duque de Cornualles desde el mismo momento de su nacimiento o en el momento de llegar a la sucesión al trono de sus padres. Si el monarca reinante no tiene hijos, las propiedades del ducado pasan a posesión de la Corona, y no hay duque. El actual duque de Cornualles es Guillermo de Gales.
La principal actividad del ducado es la administración de sus tierras y propiedades. El ducado tiene una cartera de inversiones financieras y posee tierras que suman 540,9 km². Cerca de la mitad de las propiedades se encuentran en Devon, con otras grandes extensiones en Cornualles, Herefordshire, Somerset y Gales. En el año fiscal de 2007, el ducado fue evaluado en 647 millones de libras y el beneficio anual fue de 16,3 millones de libras, con un rendimiento del 2,5%. El ducado también ejerce ciertos derechos legales y privilegios en Cornualles, incluyendo algunos que en otras partes de Inglaterra, están reservados a la Corona.
Al ser parte de la corona, el ducado está exento de pagar impuestos sobre sociedades, pero, desde 1993, el príncipe de Gales ha pagado impuestos sobre la renta en forma voluntaria. El príncipe pagó una contribución voluntaria al tesoro del 50% por sus ingresos del ducado desde el momento en que pudo recibir ingresos completos al cumplir 21 años en 1969, y ha pagado 25% desde que se casó en 1981. El impuesto es calculado después de deducir sus gastos por negocios, de los cuales el más grande es su personal de aproximadamente 110 personas, incluyendo secretarias privadas y un valet que trabaja en su oficina en Clarence House y en Highgrove House. Se mantienen reportes detallados para determinar cuales son gastos públicos y cuales privados.

## Fundación
El ducado fue establecido el 17 de marzo de 1337 a partir del condado previo de Cornualles por Eduardo III de Inglaterra para su hijo, Eduardo, Príncipe de Gales, el Príncipe Negro, quien se convirtió en el primer Duque de Cornualles. El ducado consistía en dos partes: el título y honor, y la propiedad que lo financiaba.